# Cucumis engleri
Cucumis engleri är en gurkväxtart som först beskrevs av Ernest Friedrich Gilg, och fick sitt nu gällande namn av Ghebret. och Thulin. Cucumis engleri ingår i släktet gurkor, och familjen gurkväxter. Inga underarter finns listade i Catalogue of Life.